# Sidnacestre
Sidnacestre (łac. Dioecesis Syddensis, ang. Diocese of Stowe) – stolica historycznej diecezji w Anglii, erygowanej w roku 680, a zlikwidowanej ok. 971. Współcześnie miejscowość Stowe w hrabstwie Buckinghamshire. Obecnie katolickie biskupstwo tytularne.

## Biskupi tytularni
| Lp. | Biskup         | Funkcja                                     | Od            | Do             |
| --- | -------------- | ------------------------------------------- | ------------- | -------------- |
| 1   | Daniel Mullins | biskup pomocniczy Cardiff (Wielka Brytania) | 5 lutego 1970 | 12 lutego 1987 |
| 2   | Francis Lagan  | biskup pomocniczy Derry (Irlandia Północna) | 4 lutego 1988 | 9 czerwca 2020 |